# Nouveau

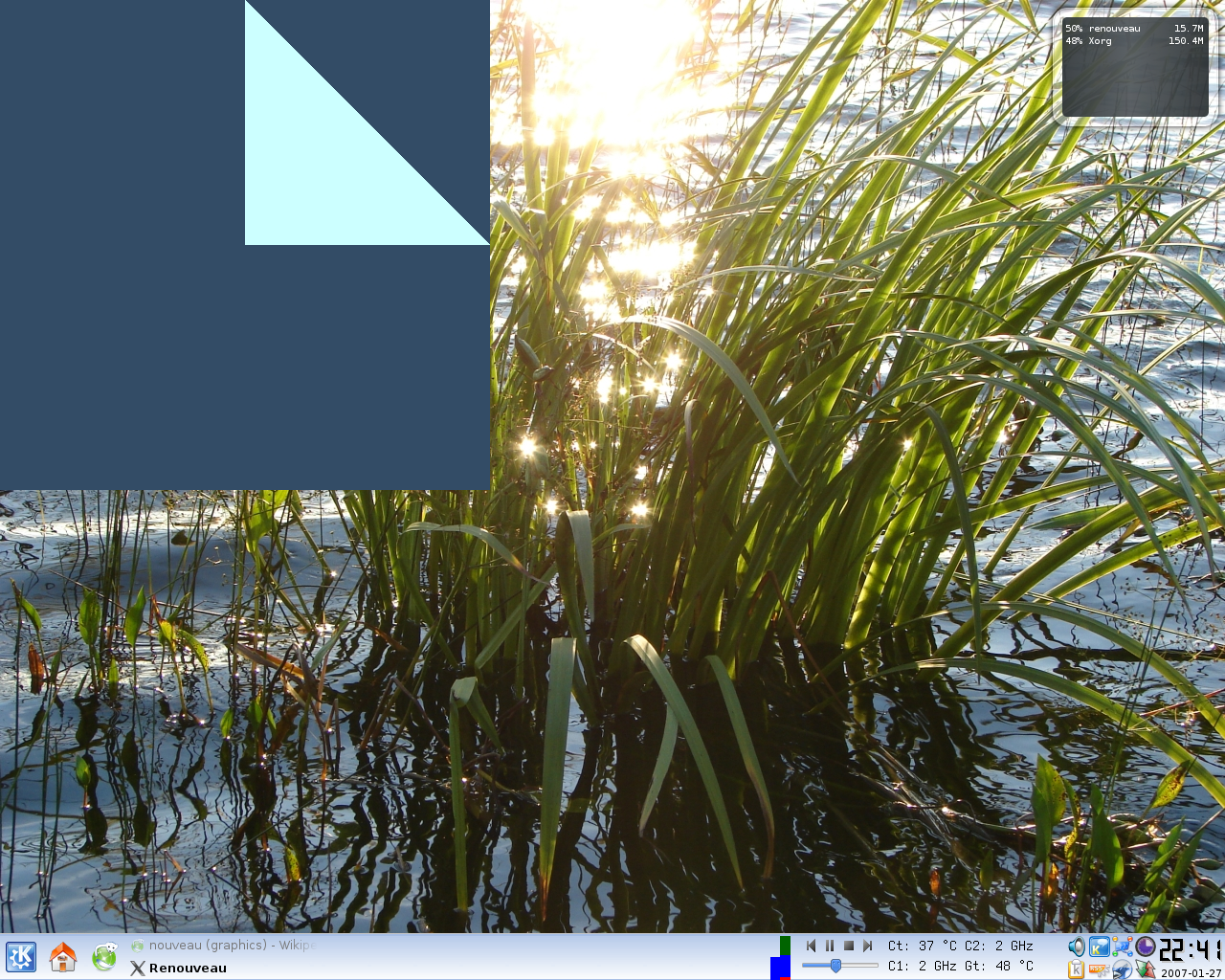
Zrzut ekranowy renouveau w trakcie pracy (błękitne okno w lewym górnym rogu)

nouveau – projekt X.Org oraz Freedesktop.org, którego celem jest stworzenie wolnych sterowników do kart graficznych firmy Nvidia poprzez wsteczną inżynierię obecnych, własnościowych sterowników Nvidii dla Linuksa. 
Nouveau jest rozwijane na licencji MIT. Moduł DRI X.Org nouveau jest ładowany przez bibliotekę Mesa 3D.

## Postępy prac
Począwszy od sierpnia 2006 bieżące postępy prac nouveau są przedstawiane w biuletynie TiNDC (The irregular Nouveau Development Companion).
10 grudnia 2009 nouveau został włączony do jądra Linuksa w wersji 2.6.33.

## Narzędzia
Do pracy projekt używa kilku samodzielnie stworzonych programów pomocniczych, jak mmio-trace czy renouveau. 
Stosowanie renouveau stanowi obecnie najważniejszą część pracy projektu. Użytkownicy własnościowych sterowników NVidii uruchamiają je na swoich komputerach. Renouveau kopiuje zawartość rejestrów MMIO karty graficznej, wyświetla na ekranie jakieś grafiki, ponownie tworzy kopię MMIO i zapisuje różnicę do pliku tekstowego. Po wykonaniu ponad 70 różnych testów użytkownik wysyła wyniki działania renouveau jako archiwum .tar.bz2 na e-mail, skąd zostaje ono automatycznie skopiowane na serwery FTP do analizy przez programistów projektu. 
Renouveau jest na licencji GNU GPL i korzysta z wyświetlania przez 
SDL. Nie posiada żadnych dekoracji okna, aby zapobiec przesuwaniu okna, ponieważ miałoby to wpływ na wyniki testów.